# Asier García
Asier García Pereiro (nascido em 11 de junho de 1981) é um atleta paralímpico espanhol que compete na modalidade basquetebol em cadeira de rodas.

## Basquetebol em cadeira de rodas

### Equipe nacional
García participou dos Jogos Paralímpicos de Londres 2012, e nesta ocasião, foi a primeira vez em dezesseis anos que a equipe espanhola se classificou para disputar a Paralimpíada. García participou também dos Jogos da Rio 2016. Em Londres, ele foi treinado por Oscar Trigo. Disputou o Campeonato Europeu de 2013, onde sua equipe conquistou a medalha de bronze, após derrotar a Suécia, e García figurou como terceiro melhor jogador, com a média de dez pontos, quatro rebotes e seis assistências por jogo.

### Clubes
García já teve passagens pelas equipes do Fuhnpaiin-Peraleda (2009) CID Casa Murcia Getafe (2011–12) e Bilbao Basket. Atualmente joga pela equipe do BAT Basque.